# Australian Indoor Championships 1981
L'Australian Indoor Championships 1981 è stato un torneo di tennis giocato cemento indoor dell'Hordern Pavilion di Sydney in Australia. Il torneo fa parte del Volvo Grand Prix 1981. Si è giocato dal 12 al 18 ottobre 1981.

## Campioni

### Singolare maschile
John McEnroe ha battuto in finale  Roscoe Tanner con il punteggio di 6–4, 7–5, 6–2

### Doppio maschile
Peter Fleming /  John McEnroe hanno battuto in finale  Sherwood Stewart /  Ferdi Taygan con il punteggio di 6–7, 7–6, 6–1